# Ceryx alenina
Ceryx alenina är en fjärilsart som beskrevs av Embrik Strand 1912. Ceryx alenina ingår i släktet Ceryx och familjen björnspinnare. Inga underarter finns listade i Catalogue of Life.